# Jekaterina Michailowna Schulmann

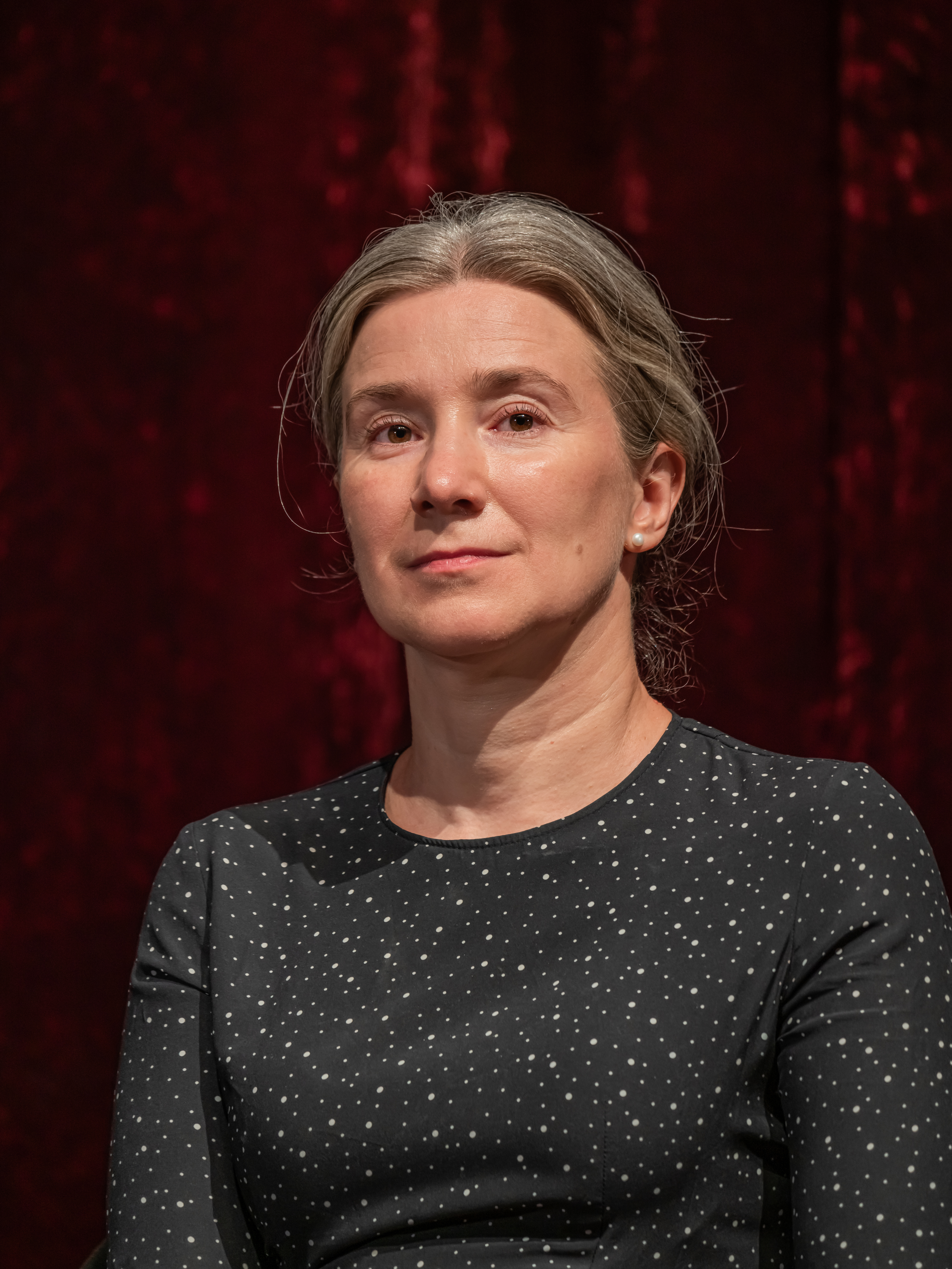
Jekaterina Schulmann, 2024

Jekaterina Michailowna Schulmann (russisch Екатерина Михайловна Шульман; * 19. August 1978 in Tula als Jekaterina Michailowna Saslawskaja; russisch Екатерина Михайловна Заславская) ist eine russische Politikwissenschaftlerin mit Schwerpunkt in Gesetzgebungsprozessen und Publizistin. Sie betreibt einen Youtube-Kanal mit über einer Million Abonnenten, auf dem sie über politische Geschehnisse spricht. Seit April 2022 hält sie sich aufgrund des Kriegs in der Ukraine in Deutschland auf und arbeitet als Fellow bei der Robert Bosch Academy.

## Leben
Schulmann wurde am 19. August 1978 in der Stadt Tula in der Sowjetunion geboren. Ihre Mutter Olga Wladimirowna Saslawskaja, geborene Moschkewitsch, ist ebenfalls Wissenschaftlerin und Lehrerin. Sie ist Leiterin des Lehrstuhls Theorie und Methodik der Bildung an der Staatlichen Universität Tula. Ihr Vater Michael Petrowitsch Saslawski war Vizedirektor des Instituts für Wirtschaft und Informatik in Tula (TIEI) und ist seit 2012 Vizedirektor der Internationalen Polizeiakademie, ebenfalls in Tula.
Jekaterina Schulmann ist mit Michail Schulmann verheiratet. Er ist Literaturkritiker und auf Vladimir Nabokov spezialisiert. Gemeinsam haben sie zwei Töchter und einen Sohn.

## Werdegang
Im Jahr 1995 schloss Jekaterina Schulmann das Gymnasium Nr. 73 in Tula mit Silberauszeichnung ab und ging nach Toronto, um dort das George Brown College zu besuchen, das sie 1996 beendete.
1999 zog sie nach Moskau, wo sie ihre erste Arbeitsstelle bei RIA Novosti hatte. Später im gleichen Jahr begann sie in der Staatsduma der Föderationsversammlung der Russischen Föderation zu arbeiten. Dort besetzte sie bis 2011 verschiedene Posten wie Assistentin eines Abgeordneten, Mitarbeiterin des Fraktionsapparates und Expertin in der Analyseabteilung des Zentralapparates.
Jekaterina Schulmann war außerordentliche Professorin an der Moskauer Schule für Sozial- und Wirtschaftswissenschaften (MSSES) und Dozentin an der russischen Präsidentenakademie für Volkswirtschaft und öffentliche Verwaltung (RANEPA). Die Tätigkeit am MSSES darf von ihr nicht mehr ausgeübt werden, da sie als „ausländische Agentin“ eingestuft wurde. Von Dezember 2018 bis Oktober 2019 war sie Mitglied des Präsidialrats für Zivilgesellschaft und Menschenrechte, wurde jedoch ihres Postens enthoben. Bis zur Schließung des Radiosenders Echo Moskau Anfang März 2022 moderierte die Politikwissenschaftlerin ihre eigene Sendung.
Am 12. April 2022 gab Jekaterina Schulmann öffentlich bekannt, dass sie für ein Stipendium an der Robert Bosch Academy nach Deutschland gehen wird. Seitdem hält sie sich mit ihrer Familie in Berlin auf. Zudem lehrt Schulmann seit April 2024 an der Freien Universität Berlin.

## Politische Arbeit

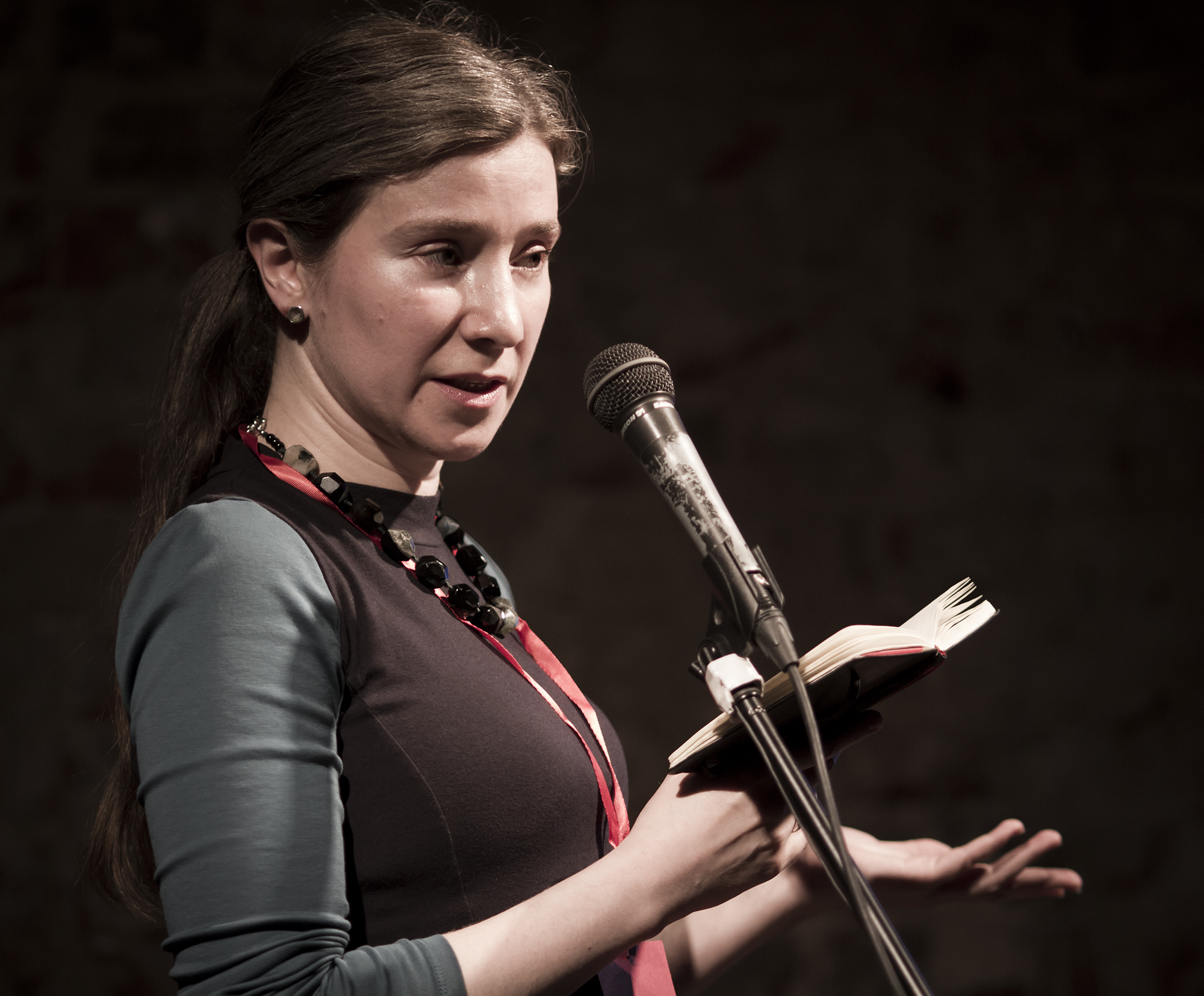
Jekaterina Schulmann, 2017

Als Mitglied des Präsidialrats für Zivilgesellschaft und Menschenrechte unterstützte sie Angeklagte im Moskauer Fall, der nach den Moskauer Protesten in 2019 verhandelt wurde. Sie besuchte die Inhaftierten und half bei der Verteidigung vor Gericht, da sie sich gegen die Anklagen nach Artikel 212 des russischen Strafgesetzbuchs wehrte. Am 31. Januar 2021 wurde Schulmanns Ehemann Michael Schulmann bei einer genehmigten Demonstration für Alexei Nawalny in Moskau festgenommen. Der offizielle Grund für die Festnahme war eine Personenkontrolle. Jekaterina Schulmann begleitete ihn auf das Polizeirevier, wurde aber nicht festgenommen. Zu Beginn des Kriegs in der Ukraine wurde eine Stellungnahme der Politikwissenschaftlerin veröffentlicht, in der sie sich gegen den Krieg positionierte.
Seit dem 15. April 2022 ist Jekaterina Schulmann in Russland als „ausländische Agentin“ eingestuft. Der offizielle Grund für die Einstufung ist, dass sie Fördergelder aus Kanada, Frankreich, Deutschland, Irland, den USA, der Oxford Russia Foundation, Carnegie Endowment for international Peace und russischen juristischen Personen bezogen habe. Die Oxford Russian Foundation ist in Russland als „unerwünschte Organisation“ aufgeführt. Aufgrund ihrer Einstufung unterliegt sie verschiedenen Auflagen. Ihr ist in Russland untersagt, an Hochschulen zu unterrichten, das Justizministerium muss stets in der Lage sein, ihre Tätigkeiten zu prüfen und Veröffentlichungen müssen von ihr mit einem Disclaimer versehen werden.

## Publikationen (Auswahl)

### Monographien
- Ekaterina Schulmann. Законотворчество как политический процесс. Moskau: Moscow School of Civic Education, 2014, ISBN 978-5-91734-043-2 (deutscher Titel: Gesetzgebung als politischer Prozess)
- Ekaterina Schulmann. Практическая политология. Пособие по контакту с реальностью. Moskau: AST, 2018, ISBN 978-5-17-106183-8 (deutscher Titel: Praktische Politikwissenschaft. Eine Anleitung zum Kontakt mit der Realität.)

### Wissenschaftliche Artikel
- Schulmann, Ekaterina. „Duma-2014 Report: Outcomes and Tendencies.“ Russian Politics & Law 53.4 (2015): 57-65.
- Noble, Ben, and Ekaterina Schulmann. „Not just a rubber stamp: Parliament and lawmaking.“ The New Autocracy: Information, Politics, and Policy in Putin's Russia. 2018. 49-82
- Ekaterina, Schulmann. „The Russian political system in transition: Scenarios for power transfer.“ (2018).
- Ekaterina Schulmann & Mark Galeotti (2021) A tale of two councils: the changing roles of the security and state councils during the transformation period of modern Russian politics, Post-Soviet Affairs, 37:5, 453-469, DOI: 10.1080/1060586X.2021.1967644